# Любочки осінні
Лю́бочки осінні (Scorzoneroides autumnalis, застаріла назва Leontodon autumnalis L.) — вид трав'янистих рослин роду Scorzoneroides родини айстрові (Asteraceae). Колись його відносили до роду любочки (Leontodon). Етимологія: лат. autumnalis — «осінній».

## Опис
Багаторічник зі стеблами 2–5(6) дм. Прикореневі листки голі, довгі, перистонадрізні або перисторозсічені з довжиною від 2 до 30 см і шириною від 3 до 30 мм, верхні — лінійні, цілі. На відміну від звичайної кульбаби квіткове стебло любочок осінніх не порожнисте. Квіти жовті, 2.5–3 см в ширину. Сім'янки червонувато-бурі, циліндричні, злегка звужені, довжиною від 3.5 до 7 мм.

## Поширення
Європа: майже вся територія; Азія: Західний Сибір — Російська Федерація. Натуралізований: Ісландія, Ґренландія, Канада, США, Аргентина — Санта-Крус, Чилі, Нова Зеландія. Переважно росте на луках і трав'яних місцях, паркових газонах, сухих солоних луках і вздовж узбіч, у горах трапляється до субальпійського поясу.
В Україні вид зростає на луках, схилах, галявинах — на всій території звичайний окрім Криму, де відсутній.

## Галерея

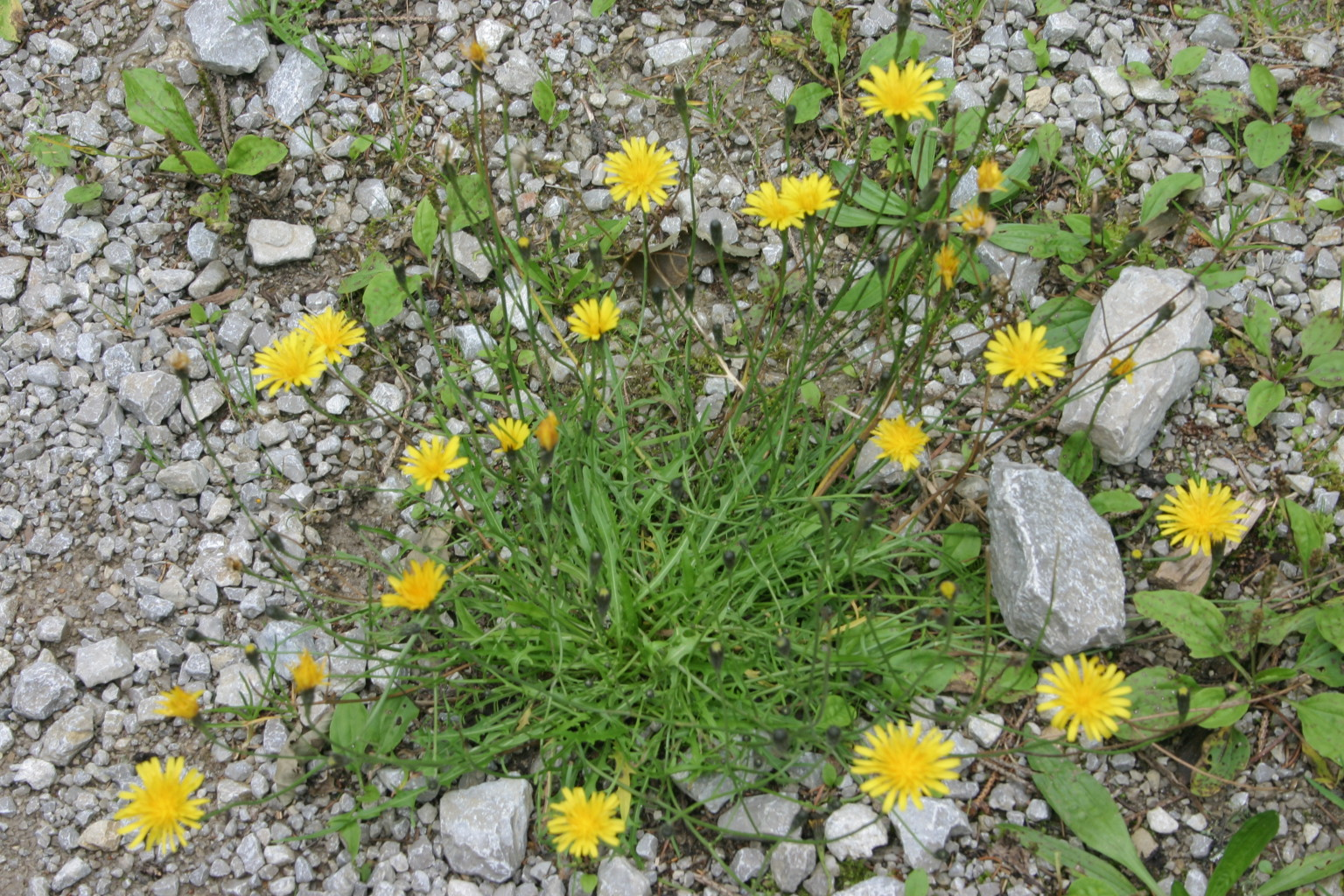
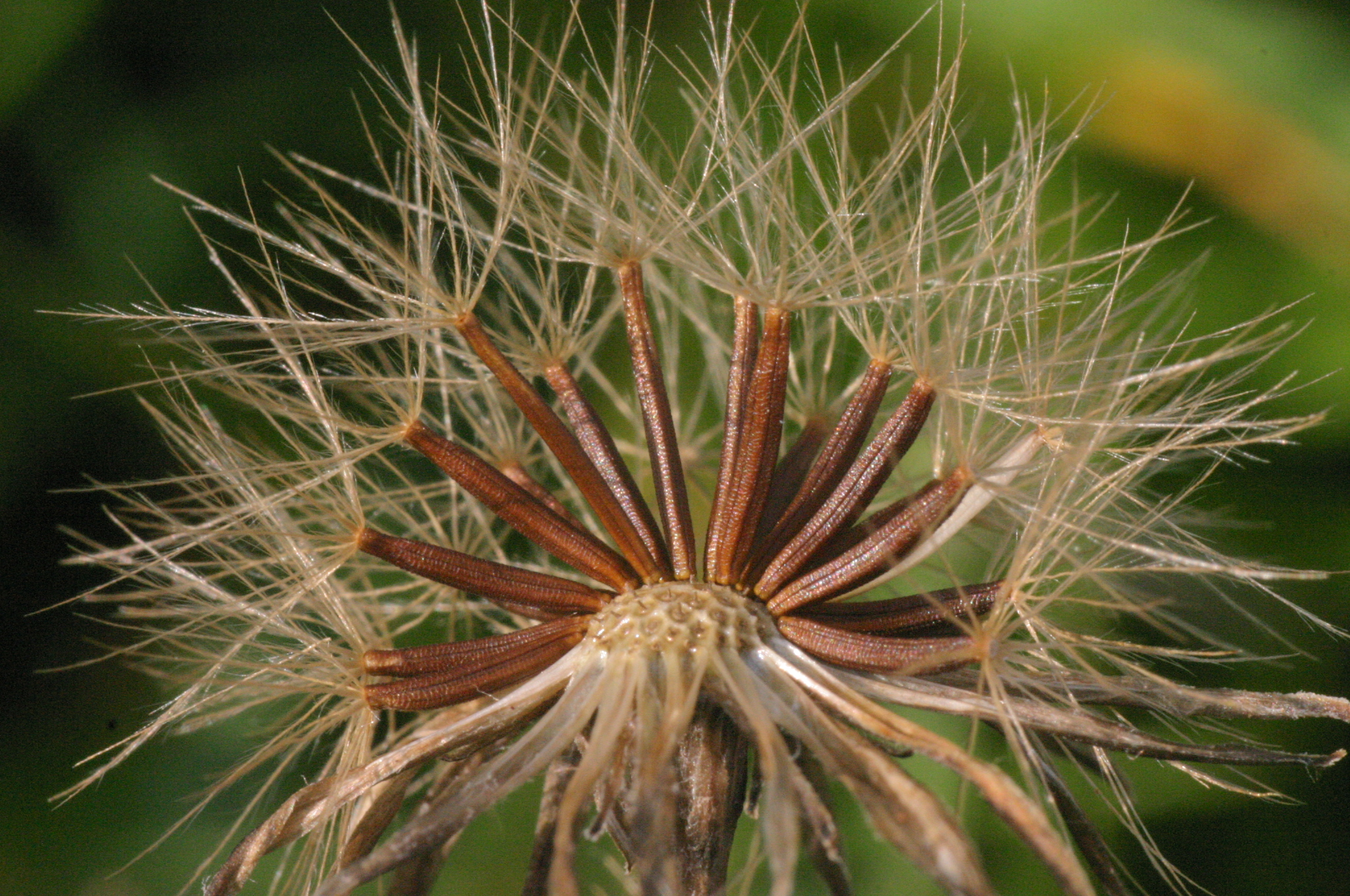
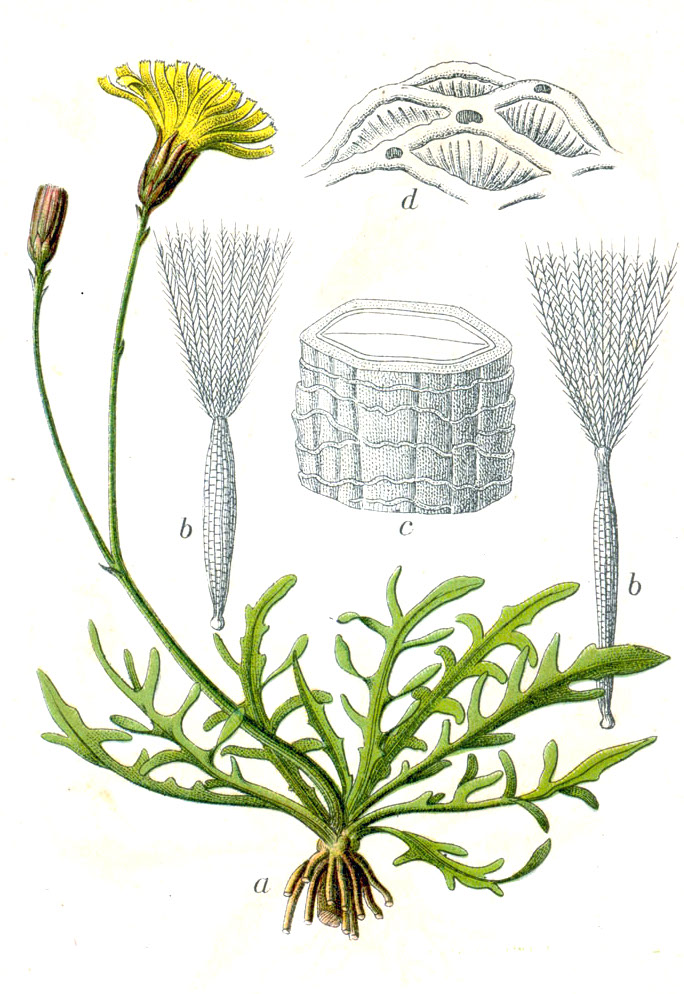